# Charinus ruschii
Charinus ruschii es una especie de araña del género Charinus, familia Charinidae. Fue descrita científicamente por Miranda, Milleri-Pinto, Gonçalves-Souza, Giupponi and Scharff en 2016.
Habita en América del Sur. El caparazón de la hembra mide de 3,40 a 4,7 mm de largo por 4,70 a 6,50 mm.